# Mali Lipovec, Žužemberk
Mali Lipovec este o localitate din comuna Žužemberk, Slovenia, cu o populație de 53 de locuitori.